# Монте-Сант-Анджело
Монте-Сант-Анджело (італ. Monte Sant'Angelo) — муніципалітет в Італії, у регіоні Апулія,  провінція Фоджа.
Монте-Сант-Анджело розташоване на півострові Горгано на відстані близько 290 км на схід від Рима, 100 км на північний захід від Барі, 45 км на північний схід від Фоджі. В муніципалітеті розташований знаменитий Санктуарій Святого Архангела Михаїла.
Населення — 12 815 осіб (2014).

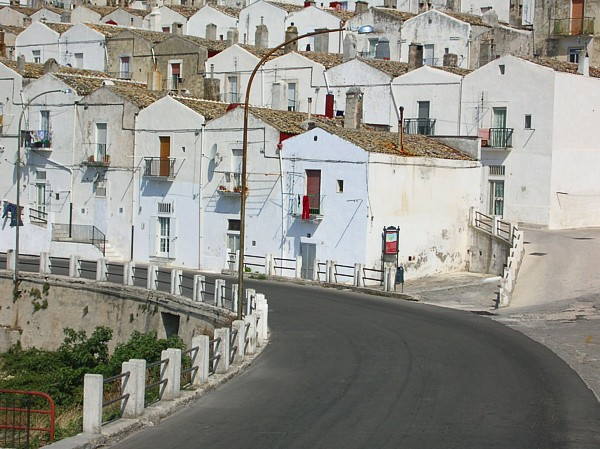

Щорічний фестиваль відбувається 29 вересня. Покровитель — святий Архангел Михаїл.

## Клімат
Місто знаходиться у зоні, котра характеризується вологим субтропічним кліматом. Найтепліший місяць — серпень із середньою температурою 20.4 °C (68.7 °F). Найхолодніший місяць — січень, із середньою температурою 3.4 °С (38.2 °F).
| Клімат Монте-Сант-Анджело | Клімат Монте-Сант-Анджело | Клімат Монте-Сант-Анджело | Клімат Монте-Сант-Анджело | Клімат Монте-Сант-Анджело | Клімат Монте-Сант-Анджело | Клімат Монте-Сант-Анджело | Клімат Монте-Сант-Анджело | Клімат Монте-Сант-Анджело | Клімат Монте-Сант-Анджело | Клімат Монте-Сант-Анджело | Клімат Монте-Сант-Анджело | Клімат Монте-Сант-Анджело | Клімат Монте-Сант-Анджело |
| Показник                  | Січ.                      | Лют.                      | Бер.                      | Квіт.                     | Трав.                     | Черв.                     | Лип.                      | Серп.                     | Вер.                      | Жовт.                     | Лист.                     | Груд.                     | Рік                       |
| Середній максимум, °C     | 5,6                       | 6                         | 8,1                       | 11,9                      | 17,1                      | 21,1                      | 24                        | 24                        | 20,6                      | 15,3                      | 10,4                      | 6,9                       | 14,3                      |
| Середня температура, °C   | 3,5                       | 3,7                       | 5,5                       | 8,8                       | 13,8                      | 17,5                      | 20,2                      | 20,4                      | 17,3                      | 12,7                      | 8,1                       | 4,8                       | 11,4                      |
| Середній мінімум, °C      | 1,3                       | 1,4                       | 2,9                       | 5,8                       | 10,4                      | 13,9                      | 16,5                      | 16,8                      | 14                        | 10                        | 5,7                       | 2,7                       | 8,5                       |
| Норма опадів, мм          | 58.1                      | 44.7                      | 48.3                      | 48.2                      | 37.6                      | 46                        | 43.9                      | 38.5                      | 67.1                      | 52.2                      | 62                        | 66.7                      | 613.3                     |
| Днів з опадами            | 7,6                       | 7,3                       | 7,7                       | 7,1                       | 5,1                       | 5,4                       | 4,4                       | 4,6                       | 5,6                       | 6,4                       | 7,8                       | 8,7                       | 77,7                      |
| Вологість повітря, %      | 79                        | 79                        | 75                        | 72                        | 68                        | 64                        | 58                        | 63                        | 66                        | 74                        | 82                        | 80                        | 71.7                      |
| ------------------------- | ------------------------- | ------------------------- | ------------------------- | ------------------------- | ------------------------- | ------------------------- | ------------------------- | ------------------------- | ------------------------- | ------------------------- | ------------------------- | ------------------------- | ------------------------- |
| Джерело: Weatherbase      |                           |                           |                           |                           |                           |                           |                           |                           |                           |                           |                           |                           |                           |

## Демографія
Населення за роками:

Станом на 1 січня 2023 року в муніципалітеті офіційно проживав 171 іноземець з 27 країн, серед них 111 громадян країн Євросоюзу та 4 громадяни України.

## Сусідні муніципалітети
- Каньяно-Варано
- Карпіно
- Манфредонія
- Маттіната
- Сан-Джованні-Ротондо
- Сан-Марко-ін-Ламіс
- Віко-дель-Гаргано
- В'єсте